# Stary Klukom
Stary Klukom [pronunciación en polaco: /ˈEstrellaɨ ˈklukɔm/] (en alemán: Alt Klücken) es un pueblo ubicado en el distrito administrativo de Gmina Choszczno, dentro del Condado de Choszczno, Voivodato de Pomerania Occidental, en el norte de Polonia occidental. Se encuentra aproximadamente a 6 kilómetros al sur de Choszczno (Arnswalde) y a 66 kilómetros al sureste de la capital regional Szczecin (Stettin).
Antes de 1945, el área fue parte de Alemania. Para la historia de la región, véase Historia de Pomerania.